# Phytoliriomyza pulchella
Phytoliriomyza pulchella este o specie de muște din genul Phytoliriomyza, familia Agromyzidae, descrisă de Spencer în anul 1986.
Este endemică în New York. Conform Catalogue of Life specia Phytoliriomyza pulchella nu are subspecii cunoscute.